# Kragelohshammer
Der Kragelohshammer, auch Nahmer Hammer genannt, war ein Hammerwerk und Wohnplatz am Nahmerbach in der heutigen Gemeinde Schalksmühle im Märkischen Kreis im Regierungsbezirk Arnsberg in Nordrhein-Westfalen (Deutschland). Heute ist der ehemalige Standort eine Wüstung.

## Lage und Beschreibung
Das Hammerwerk befand sich im Nahmerbachtal direkt an der Gemeindegrenze zu Nachrodt-Wiblingwerde nördlich von Albringwerde und flussabwärts von dem Mühlenensemble Brenscheider Kornmühle und Ölmühle.
Weitere Nachbarorte waren Rosenhagen, Rölvede,  Winkeln und Winklerheide sowie Obernahmer, Buchenhellenstück und Brenscheid auf dem Gemeindegebiet von Nachrodt-Wiblingwerde.

## Geschichte
Der Kragelohshammer gehörte bis zum 19. Jahrhundert der Winkelner Bauerschaft des Kirchspiels Hülscheid an und war 1839 Teil der Gemeinde Hülscheid in der Bürgermeisterei Halver im Kreis Altena. Der laut der Ortschafts- und Entfernungs-Tabelle des Regierungs-Bezirks Arnsberg unter dem Namen Nahmer als Reckhammer kategorisierte Ort bestand 1839 aus einer Fabrikationsstätte. Zu dieser Zeit lebten fünf Einwohner im Wohnplatz, allesamt evangelischen Bekenntnisses.
1844 wurde die Gemeinde Hülscheid mit Kragelohshammer von dem Amt Halver abgespaltet und dem neu gegründeten Amt Lüdenscheid zugewiesen.
Der Ort ist auf der Preußischen Uraufnahme von 1840 unbeschriftet verzeichnet. Ab der Preußischen Neuaufnahme von 1892 ist der Ort auf Messtischblättern der TK25 als Kragelohshammer verzeichnet, ab der Ausgabe 1013 als Ehem. Kragelohshammer. Ab der Ausgabe 1942 ist der Ort nicht mehr verzeichnet.
1969 wurden die Gemeinden Hülscheid und Schalksmühle zur amtsfreien Großgemeinde (Einheitsgemeinde) Schalksmühle im Kreis Altena zusammengeschlossen und der Standort des Kragelohshammer gehört seitdem politisch zu Schalksmühle, das 1975 auf Grund des Sauerland/Paderborn-Gesetzes Teil des neu geschaffenen Märkischen Kreises wurde.